# Pesach Bar-Adon
Pesach Bar-Adon (urodził się jako Pesach Panicz) (ur. 1907 w Kolnie, zm. 1985 w Merchawji) – izraelski archeolog i pisarz.

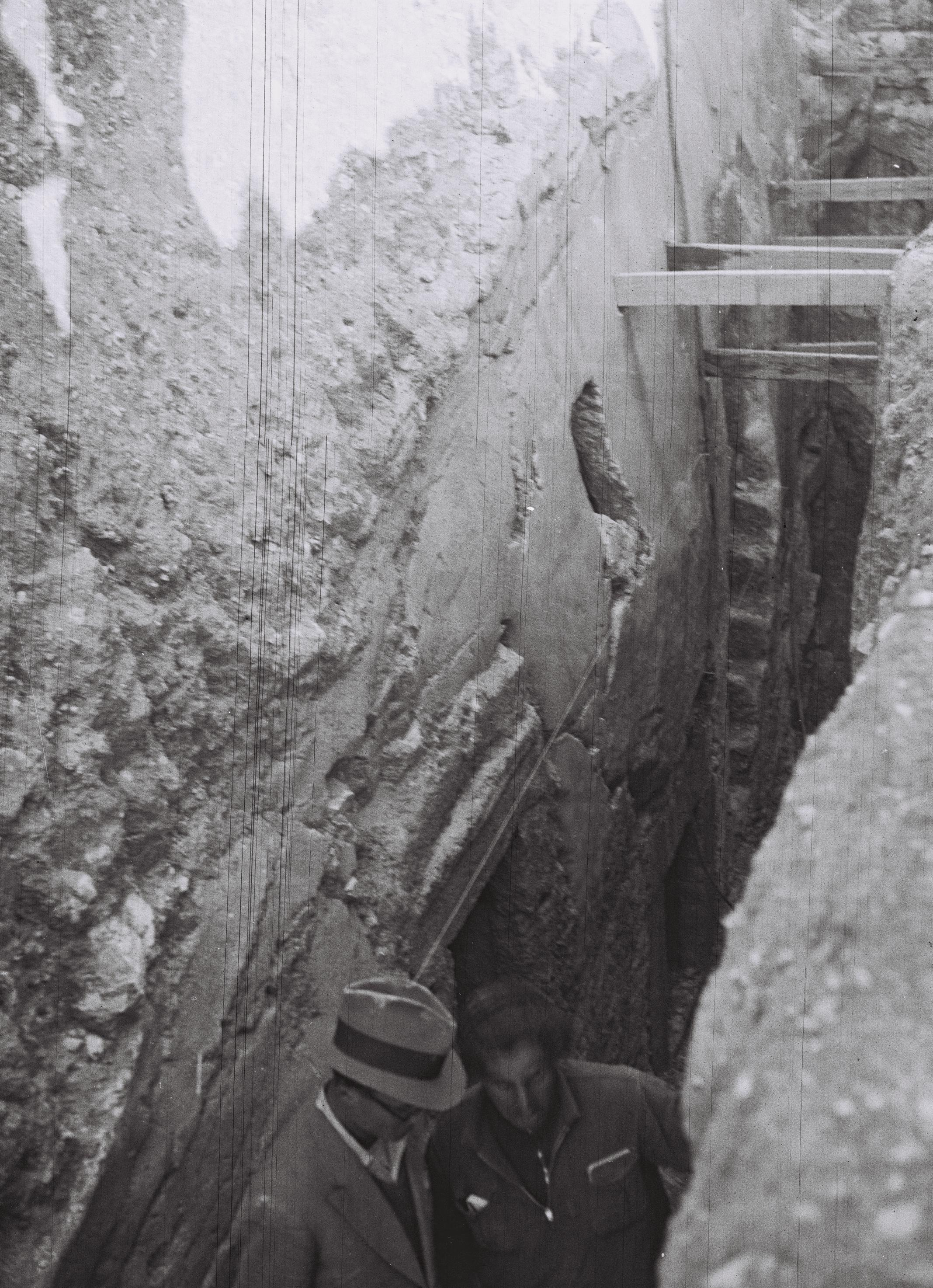
Pesach Ber-Adon podczas wykopalisk w Bet Sze’arim (1936)

Urodził się w ortodoksyjnej rodzinie żydowskiej, w dzieciństwie uczył się w męskiej szkole żydowskiej w Nowogródku i w wileńskiej jesziwie. W 1925 razem z rodzicami wyjechał do Palestyny podczas czwartej alii. Brak udział w budowie państwa żydowskiego pracując przy budowie dróg, równocześnie studiował na Wydziale Bliskiego Wschodu na Uniwersytecie Hebrajskim w Jerozolimie. Prowadził badania historyczne nad pochodzeniem starożytnych królów Izraela, celem było wytłumaczenie kwestii, dlaczego wielu z nich było wcześniej pasterzami. W tym celu przez pewien okres żył razem z Beduinami w okolicach Ammanu, Bet Sze’an i Al-Kunajtiry. Dla osiągnięcia pełnej asymilacji używał imienia Aziz Efendi i nosił tradycyjne stroje beduińskie. Podczas zamieszek palestyńskich w 1929 i powstania arabskiego w Palestynie pomiędzy 1936 a 1939 uczestniczył w działaniach Hagany w Jerozolimie, brał udział w organizowaniu  broni potrzebnej podczas Alii Bet. W 1932 brał udział w jednym z pierwszych filmów o Jiszuw, który zrealizował Aleksander Ford. W 1939 poślubił amerykańską pisarkę Dorothy Kahan (zm. 1950), która była zafascynowana ziemią izraelską, zamieszkali w Merchawji.
Pesach Ber-Adon był uczestnikiem wielu badań archeologicznych m.in. w Bet Sze’arim, Khirbet Kerak oraz podczas odkrycia skarbu Nachal Miszmar, prace archeologiczne opisał w sześciu książkach. W stan spoczynku przeszedł w 1977.